# 陳鴻漸 (嘉靖舉人)
陳鴻漸（16世紀—17世紀），字順羽、又字雲逵，福建福州府長樂縣西隅人，明朝政治人物。

## 生平
陳鴻漸是永樂九年舉人陳昌的曾孫，嘉靖四十三年（1564年）福建鄉試第二名舉人（《詩經》經魁），授貴溪教諭，陞博羅知縣，去除苛雜稅項，與民休息，又扣解操募銀六百扺民兵一百人的工食；萬曆九年（1581年）朝廷丈量土地導致弊病叢生，他奉命覆量，釐奸剔弊不遺餘力，六年後陞擢廣州同知，再遷任肇慶知府。他為人清操，俸祿以入一無所染，當時知府多缺任，權攝的佐職經常拿出賄賂給部臺，他到任後並未跟隨，上級大失所望，而屬下又多橫行不法，他嘆息：「我起家舉人沒有支援，而守大郡的都在分贓，不獲上信賴，不能信於下，留戀何為？」因此稱病辭官。

## 引用
1. 1 2  民國《長樂縣志·卷十四上·選舉上》：鄉科 明……（嘉靖）四十三年 甲子 王大道榜 陳鴻漸 字順羽，昌【永樂九年舉人】曾孫，西隅人，經魁，肇慶知府，醇謹溫厚，所至能宜其民
2. ↑  道光《貴溪縣志·卷十九·秩官》：明……教諭……萬厯……陳鴻漸 長樂舉人，在任有賢聲，歷任肇慶府知府，舊志
3. ↑  乾隆《博羅縣志·卷十一·名宦志》：陳鴻漸，福建長樂人，繇舉人萬厯十年知縣，邑當多故後，捐繁去苛，一意與民休息，先是軍興騒然，里長養民兵尚存一百，鴻漸請以扣解操募銀六百扺工食，百姓便之；辛巳弓田，奸弊叢滋，鴻漸奉檄覆丈，抉奸剔弊不遺餘力，籍定至今饗其利，治邑六年平易近民，民間纖細便宜靡不週知，擢廣州府同知，邑士民至省輙造謁若家墊子弟也，官至肇慶知府。
4. ↑  宣統《高要縣志·卷十五·職官篇二》：陳鴻漸，字雲逵，長樂人由鄕舉任廣州同知，九載始遷肇慶知府，清操自勵，俸入外一無所染，先是郡守多闕，佐貳權攝皆厚奉其上，及鴻漸至漠然，部臺監司皆缺望，而屬縣多縱恣不率，鴻漸嘆曰：「吾起家孝廉無所援，而守大郡於分侈矣，不獲於上，不信於下，戀此何為？」遂引疾去 舊志 。